# Borås konstmuseum

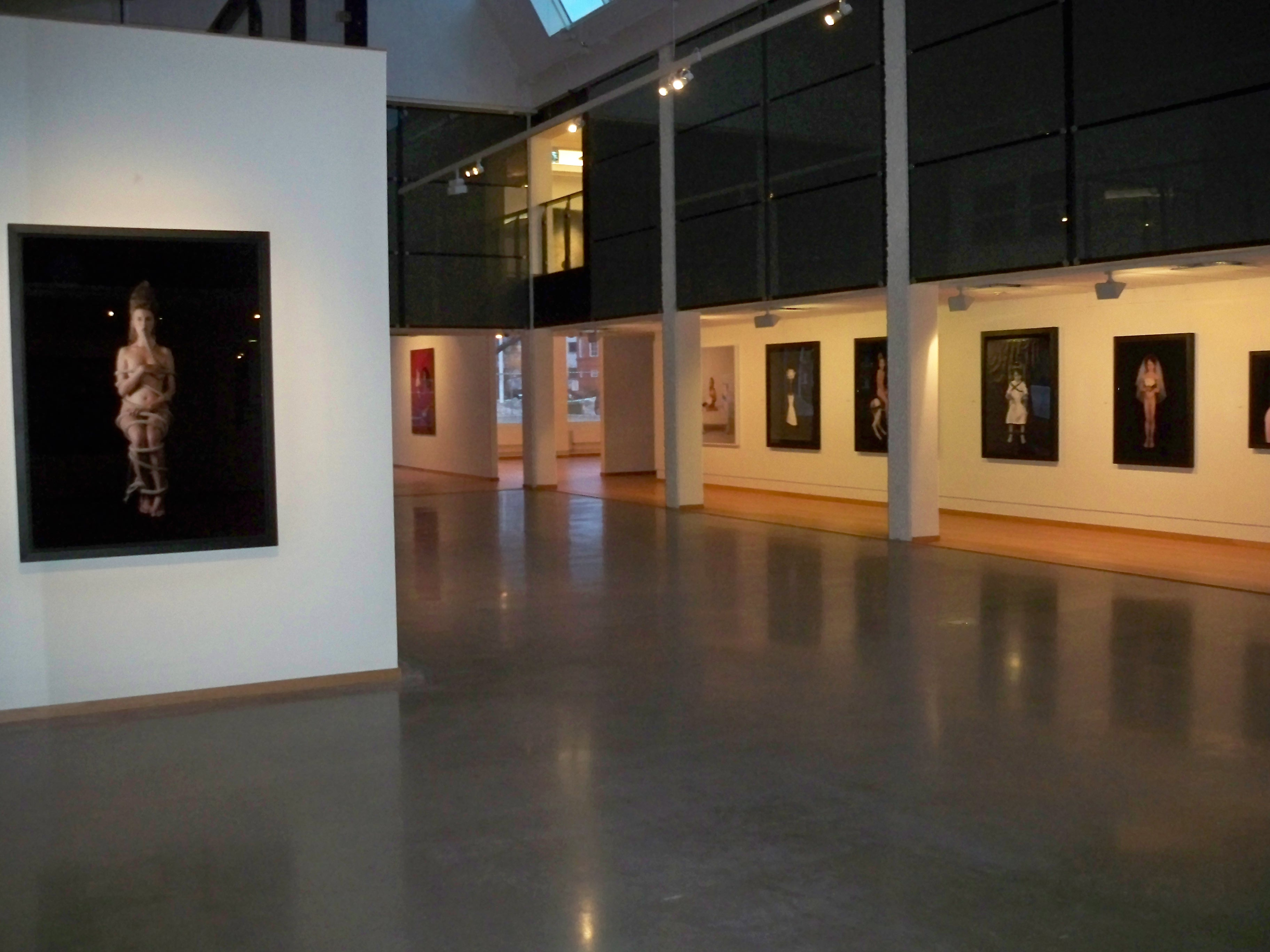
Ett våningsplan för vandringsutställningar på Borås konstmuseum

Borås konstmuseum ligger i Kulturhuset på P A Halls Terrass. Museet visar nationella och internationella utställningar och har en rik samling av svensk samtidskonst. Vartannat år anordnas den internationella skulpturbiennalen.
Borås konstmuseum har sitt ursprung i en konsthall efter ett insamlingsinitiativ 1934 av den lokala Borås och Sjuhäradsbygdens konstförening. Konstmuseet är sedan 1976 inrymt i Kulturhuset där även Borås Stadsteater och Stadsbiblioteket verkar. Museichef är Eva Eriksdotter. 

## Byggnad och samlingar
Kulturhuset ritades av dåvarande stadsarkitekten Roland Gandvik. Det har huvudentré från en terrass uppkallad efter stadens kände 1700-talskonstnär Peter Adolf Hall, vilken har verk i samlingarna. Konstmuseet är uppdelat i ett flertal olika avdelningar och gallerier på tre våningsplan, och är specialiserat på samtidskonst och har en stor samling verk av lokalt förankrade konstnärer. Sixten Lundbohm och Roland Kempe ur Saltsjö-Duvnäs konstnärskrets är exempelvis representerade, tillsammans med många andra västkustkonstnärer.

## Peter Adolf Halls rum
Konstmuseet har ett särskilt rum ägnat Peter Adolf Hall. Det invigdes i oktober 1976 och rymmer drygt 20 verk. Något av den hematmosfär som rådde hos konstnären i Paris återskapas, med ett biblioteksskåp och rokokostolar samt tidsenliga silverljusstakar på ett bord under en stor oljemålning av hustrun som nybliven ammande mor till sitt tredje barn, dottern Adolphine. En gravyr efter en målning av den beundrade Watteau ger en antydan om de konstskatter som ingick i hemmets samling. Ytterligare en oljemålning av Halls egen hand finns här, nämligen ett porträtt av hans yngre syster Eva Helena målat i Stockholm 1765. En sentida byst över Hall efter ett känt självporträtt, av den italienske skulptören Alessandro Moretti 1940, skänker en viss närvaro åt rummet. Över en taffel som dottern Lucie hade kunnat traktera med musik av Händel, Mozart och Haydn, hänger en kristallkrona mot bakgrund av gröna gardiner i höga fönster.

### Fotogalleri

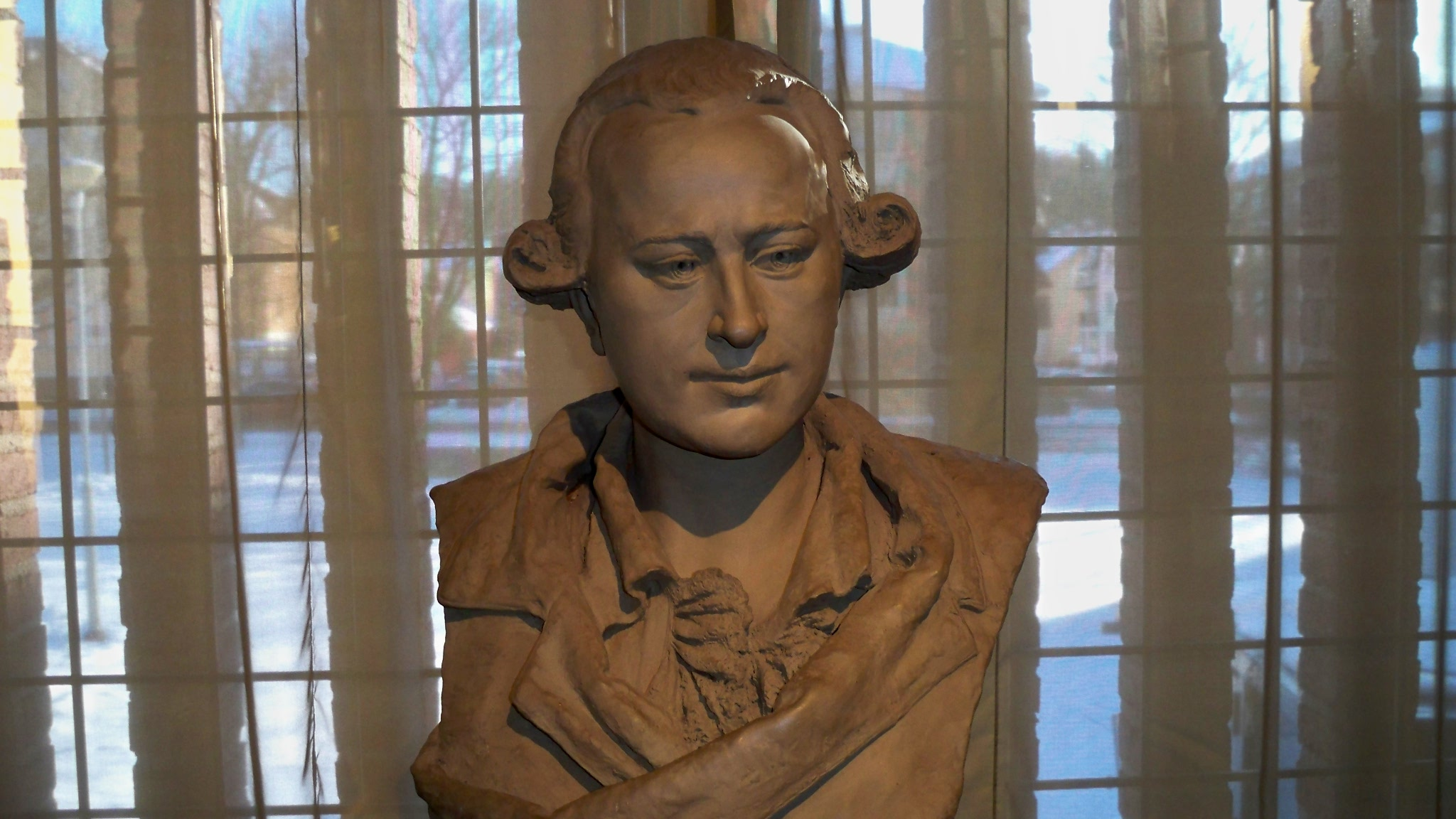
Alessandro Morettis byst över Peter Adolf Hall i obränd lera, 1940
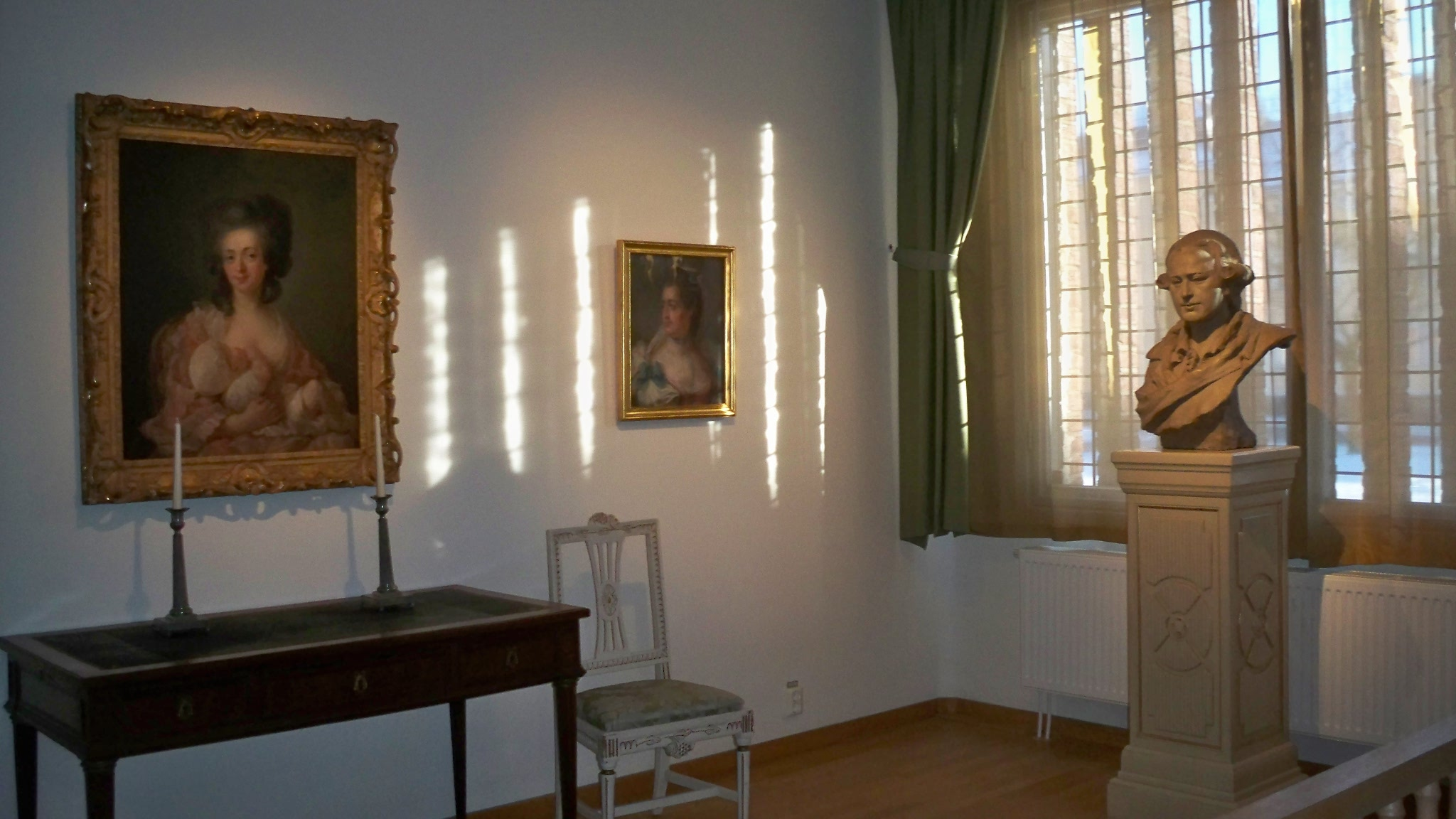
Två oljemålningar av Peter Adolf Hall tillsammans med Morettis byst
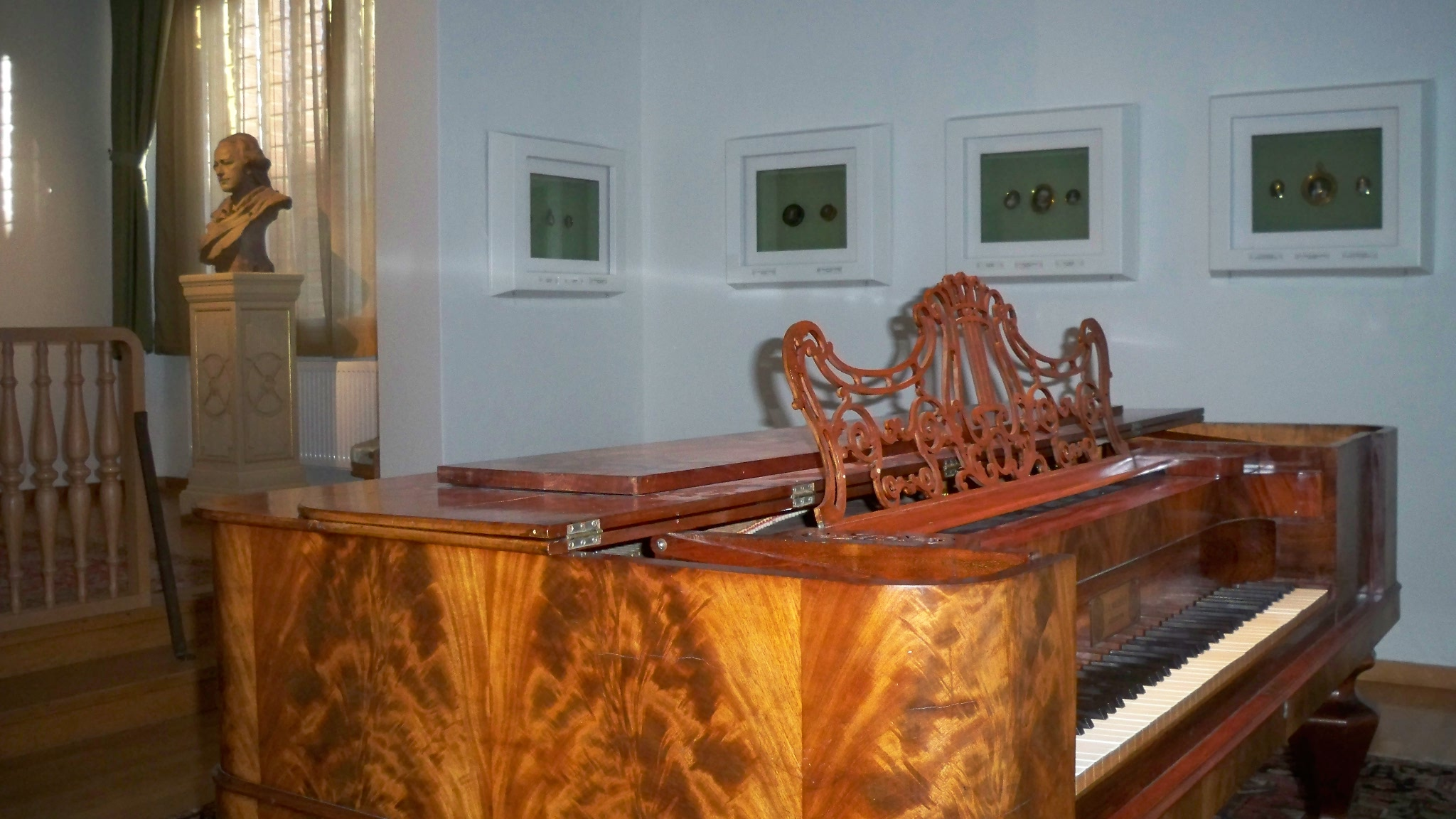
Dottern Lucie spelade piano, emellanåt ackompanjerad av fadern på flöjt
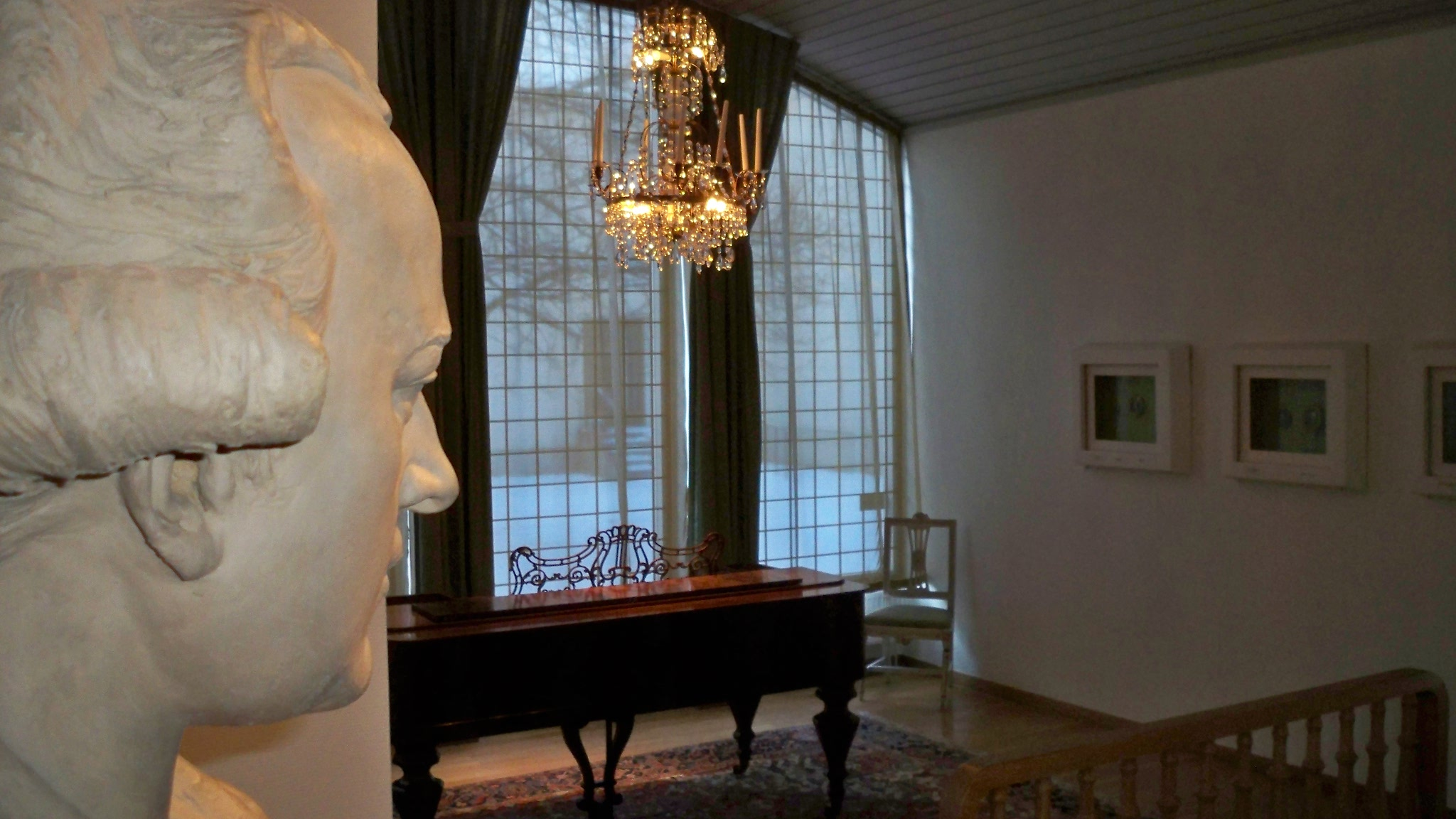
Taffeln i Hallrummet

## Chefer i urval
- Torsten Ahlstrand 1960–1972 ( Borås och Sjuhäradsbygdens Konstförenings Konsthall )
- Per Drougge 1973 - 1974
- Hans Kruse 1975 - 1979

- Tomas Lind 1979 - 1994 ( Borås Konstmuseum )
- Elisabeth Haglund 1995–2005
- Hasse Persson  2006–11
- Pontus Hammarén 2011–17